# Малангутті-Сар
Малангутті Сар (Malangutti Sar) — одна з вершин групи Гіспар Муздаг в Каракорумі. Лежить в північній ччастині Пакистану, недалеко від кордону з  Китаєм. Це є  104-та з вершин Землі.
Перше вдале сходження здійснили в 1985 р. Йо. Муранака (Y. Muranaka), К. Накахара (K. Nakahara), Т. Сугімото (T. Sugimoto) і А. Німа (A. Nima) в складі японської експедиції..